# マック・ウィリアムソン
ジョナサン・マッケンジー・ウィリアムソン（Johnathan Mackensey Williamson、1990年7月15日 - ）は、アメリカ合衆国フロリダ州デュバル郡ジャクソンビル出身のプロ野球選手（外野手）。現在は、フリーエージェント（FA）。
愛称はMac。2015年パンアメリカン競技大会ではジョナサン・ウィリアムソンと表記された。

## 経歴

### プロ入り前
ウェイク・フォレストローズウェル高等学校からウェイクフォレスト大学へ進学した。
2011年のMLBドラフト46巡目（全体1402位）でボストン・レッドソックスから指名されたが、契約には至らなかった。

### プロ入りとジャイアンツ時代
2012年のMLBドラフト3巡目（全体115位）でサンフランシスコ・ジャイアンツから指名され、7月17日に契約を結びプロ入りを果たした。7月18日に傘下のルーキー級アリゾナリーグ・ジャイアンツへ配属された。ここでは4試合に出場して打率.176、2本塁打、7打点、3安打を記録した。7月24日にA-級セイラム＝カイザー・ボルケーノズへ昇格した。ここでは29試合に出場して打率.342、7本塁打、25打点、39安打を記録した。
2013年3月20日にメジャーのスプリングトレーニングに招待された。3月31日にA+級サンノゼ・ジャイアンツへ配属された。136試合に出場して打率.292、25本塁打、89打点、152安打を記録した。
2014年1月13日にメジャーのスプリングトレーニングに招待された。開幕からA+級サンノゼでプレーしていたが、4月下旬にトミー・ジョン手術を受けたため長期離脱した。この年は23試合に出場して打率.318、3本塁打、11打点、27安打を記録した。
2015年2月2日にメジャーのスプリングトレーニングに招待された。4月9日にAA級リッチモンド・フライングスクウォーレルズへ配属され、開幕を迎えることとなった。69試合に出場して打率.293、5本塁打、42打点、76安打を記録した。6月26日にAAA級サクラメント・リバーキャッツへ昇格した。
シーズン途中では、2015年パンアメリカン競技大会の男子野球アメリカ合衆国代表に内野手兼外野手で選出されたことが発表されたダスティ・コールマンの辞退に伴い、代替選手として代表入りしている。
7月7日にパシフィックコーストリーグからテンポリアリー・インアクティブ・リストに登録されたが、これは同大会に参加するためである。同大会では決勝のカナダ戦でサヨナラ負けし、準優勝で銀メダルを獲得した。7月21日にテンポリアリィーインアクティブ・リストから解除され、復帰した。7月27日に7日間の故障者リストに登録された。AAA級サクラメントでは54試合に出場して打率.249、8本塁打、31打点、47安打を記録した。9月16日にメジャー契約を結び、メジャーに初昇格した。9月23日のサンディエゴ・パドレス戦でメジャーデビューを果たした。9月25日のオークランド・アスレチックス戦で右翼手で初先発出場し、ソニー・グレイからメジャー初安打を記録した。メジャーでは10試合に出場して打率.219、1打点、7安打を記録した。

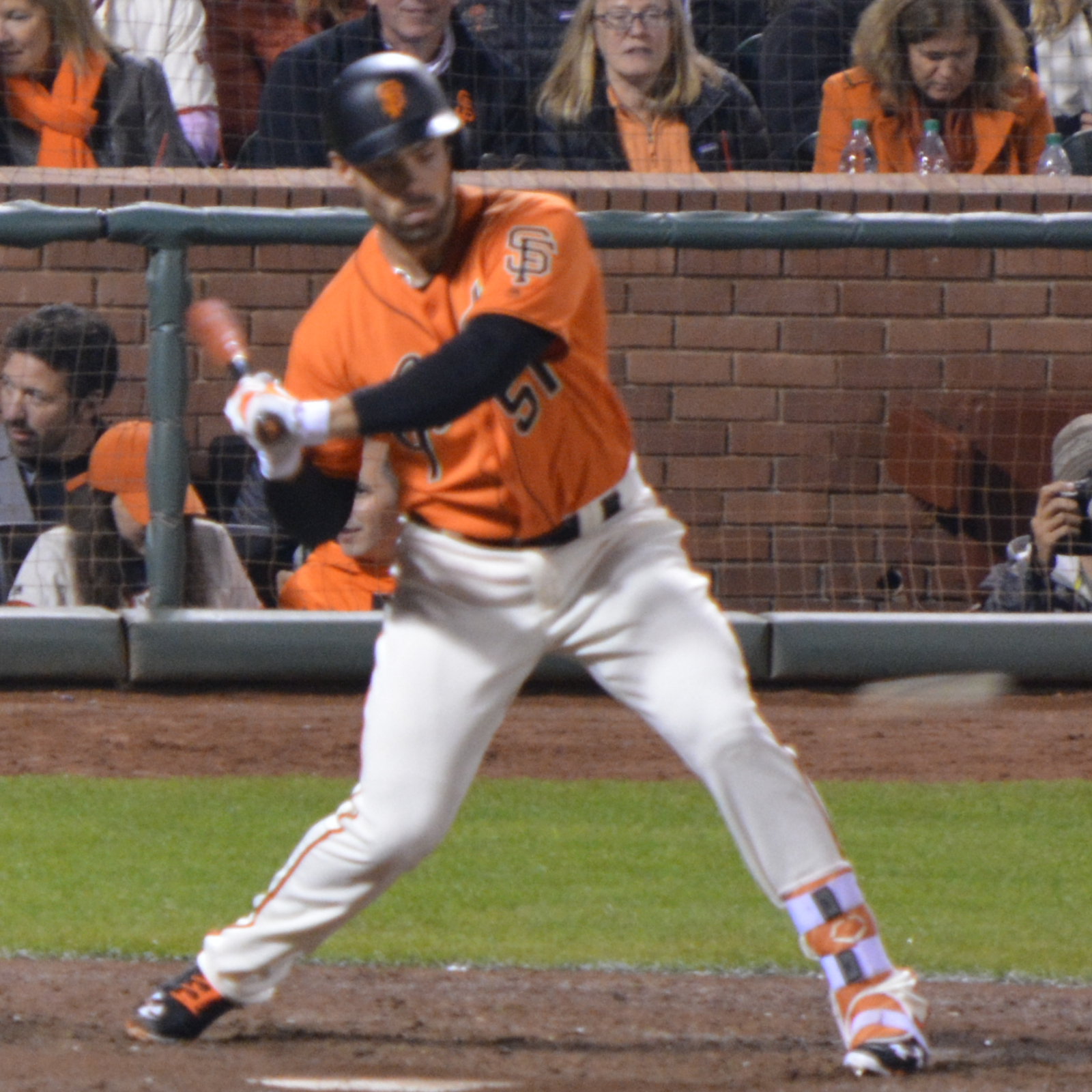
サンフランシスコ・ジャイアンツ時代
(2016年9月16日)

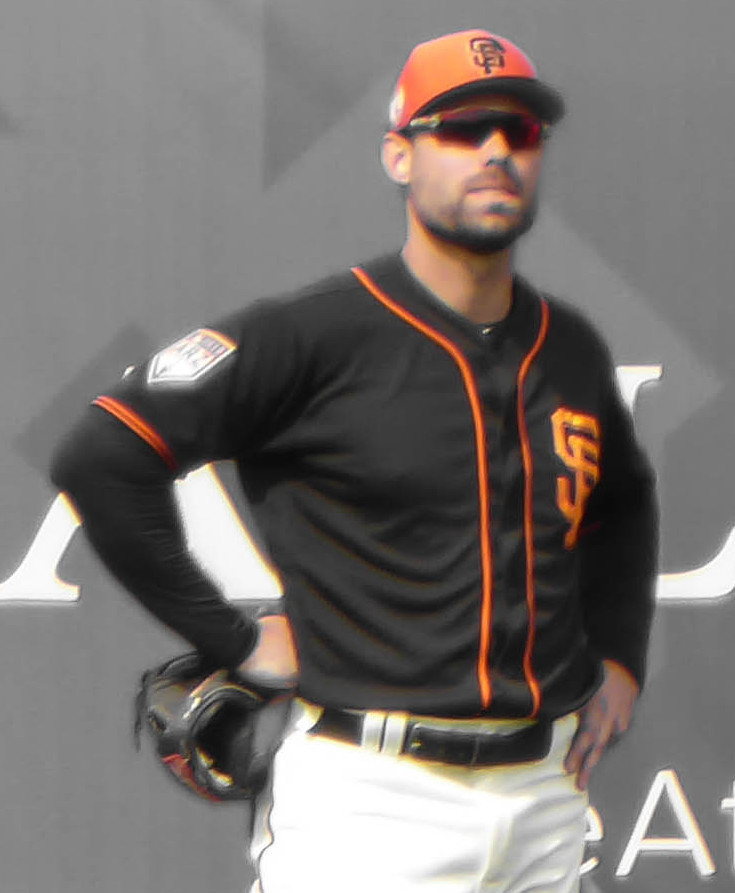
2019年3月9日

2016年3月27日にオプションでAAA級サクラメントへ降格し、開幕を迎えることとなった。4月15日にメジャーに昇格したが、22日にオプションでAAA級サクラメントへ降格した。4月24日のタコマ・レイニアーズ戦では1試合7打点を記録したが、これはキャリアハイであった。5月2日にメジャーに再昇格したが、9日にオプションでAAA級サクラメントへ降格した。6月2日に今度はハンター・ペンスの故障者リスト入りに伴って昇格。6月8日のレッドソックス戦ではデビッド・プライスからメジャー初本塁打を放った。この年は54試合に出場して打率.223、6本塁打、15打点、25安打を記録した。
2019年3月28日にDFAとなり、4月4日にマイナー契約でAAA級サクラメントへ配属された。5月7日にメジャー契約を結んでアクティブ・ロースター入りした。5月25日に再びDFAとなり、6月1日にFAとなった。

### マリナーズ時代
2019年6月4日にシアトル・マリナーズとマイナー契約を結び、翌5日にメジャー契約を結んでアクティブ・ロースター入りした。7月16日にDFAとなり、翌17日にマイナー契約で傘下のAAA級タコマ・レイニアーズへ配属された。

### サムスン時代
2019年7月25日、不振により退団したジャスティン・ヘイリーと入れ替わりに韓国プロ野球の三星ライオンズと契約した。韓国語での表記はメク・ウィリオムスン（맥 윌리엄슨）。サムスンでは40試合に出場し打率.275、4本塁打、15打点という成績にとどまり、同年限りで退団。

### ナショナルズ傘下時代
2020年1月15日にワシントン・ナショナルズとマイナー契約を結んで、スプリングトレーニングに招待選手として参加することになったと報じられ、2月12日に正式公示された。5月29日に自由契約となった。

## 人物
ジャイアンツ時代の2018年に本拠地オラクル・パークでの試合に出場中、ファールフライを追いかけた際に、ファールグラウンド上に設置されたブルペンのマウンドに躓き転倒、脳震盪を発症した。以後多くの後遺症に苦しみ、2020年11月にオラクル・パークを管理運営するジャイアンツの子会社を提訴した。

## 詳細情報

### 年度別打撃成績
| 年 度    | 球 団    | 試 合 | 打 席 | 打 数 | 得 点 | 安 打 | 二 塁 打 | 三 塁 打 | 本 塁 打 | 塁 打 | 打 点 | 盗 塁 | 盗 塁 死 | 犠 打 | 犠 飛 | 四 球 | 敬 遠 | 死 球 | 三 振 | 併 殺 打 | 打 率 | 出 塁 率 | 長 打 率 | O P S |
| -------- | -------- | ----- | ----- | ----- | ----- | ----- | -------- | -------- | -------- | ----- | ----- | ----- | -------- | ----- | ----- | ----- | ----- | ----- | ----- | -------- | ----- | -------- | -------- | ----- |
| 2015     | SF       | 10    | 34    | 32    | 2     | 7     | 0        | 1        | 0        | 9     | 1     | 0     | 0        | 0     | 1     | 0     | 0     | 1     | 8     | 1        | .219  | .235     | .281     | .517  |
| 2016     | SF       | 54    | 127   | 112   | 14    | 25    | 3        | 0        | 6        | 46    | 15    | 0     | 1        | 0     | 0     | 13    | 0     | 2     | 35    | 4        | .223  | .315     | .411     | .726  |
| 2017     | SF       | 28    | 73    | 68    | 8     | 16    | 2        | 0        | 3        | 27    | 6     | 1     | 1        | 0     | 0     | 5     | 1     | 0     | 25    | 2        | .235  | .288     | .397     | .685  |
| 2018     | SF       | 28    | 105   | 94    | 14    | 20    | 4        | 0        | 4        | 36    | 11    | 1     | 1        | 0     | 0     | 11    | 0     | 0     | 27    | 1        | .213  | .295     | .383     | .678  |
| 2019     | サムスン | 40    | 168   | 154   | 19    | 42    | 7        | 1        | 4        | 63    | 15    | 0     | 0        | 0     | 1     | 13    | 0     | 0     | 50    | 2        | .273  | .327     | .409     | .736  |
| MLB：4年 | MLB：4年 | 120   | 339   | 306   | 38    | 68    | 9        | 1        | 13       | 118   | 33    | 2     | 3        | 0     | 1     | 29    | 1     | 3     | 95    | 8        | .222  | .295     | .386     | .681  |
| KBO：1年 | KBO：1年 | 40    | 168   | 154   | 19    | 42    | 7        | 1        | 4        | 63    | 15    | 0     | 0        | 0     | 1     | 13    | 0     | 0     | 50    | 2        | .273  | .327     | .409     | .736  |

- 2019年度シーズン終了時

### 年度別守備成績
| 年 度 | 球 団 | 左翼（LF） | 左翼（LF） | 左翼（LF） | 左翼（LF） | 左翼（LF） | 左翼（LF） | 右翼（RF） | 右翼（RF） | 右翼（RF） | 右翼（RF） | 右翼（RF） | 右翼（RF） |
| 年 度 | 球 団 | 試 合      | 刺 殺      | 補 殺      | 失 策      | 併 殺      | 守 備 率   | 試 合      | 刺 殺      | 補 殺      | 失 策      | 併 殺      | 守 備 率   |
| ----- | ----- | ---------- | ---------- | ---------- | ---------- | ---------- | ---------- | ---------- | ---------- | ---------- | ---------- | ---------- | ---------- |
| 2015  | SF    | 6          | 11         | 0          | 0          | 0          | 1.000      | 3          | 5          | 0          | 0          | 0          | 1.000      |
| 2016  | SF    | 13         | 22         | 1          | 1          | 0          | .958       | 23         | 40         | 0          | 1          | 0          | .976       |
| 2017  | SF    | 9          | 12         | 1          | 1          | 0          | .929       | 12         | 24         | 0          | 1          | 0          | .960       |
| 2018  | SF    | 25         | 37         | 3          | 0          | 0          | 1.000      | 2          | 3          | 0          | 0          | 0          | 1.000      |
| MLB   | MLB   | 53         | 82         | 5          | 2          | 0          | .978       | 40         | 72         | 0          | 2          | 0          | .973       |

- 2018年度シーズン終了時

### 背番号
- 51（2015年 - 2019年5月24日）
- 12（2019年6月5日 - 同年7月15日）
- 35（2019年7月27日 - 同年終了）

### 代表歴
- 2015年パンアメリカン競技大会男子野球アメリカ合衆国代表